# Шешминское сельское поселение
Шешминское се́льское поселе́ние — муниципальное образование в Черемшанском районе Татарстана Российской Федерации.
Административный центр — село Шешминская Крепость.

## История
Статус и границы сельского поселения установлены Законом Республики Татарстан от 31 января 2005 года № 45-ЗРТ «Об установлении границ территорий и статусе муниципального образования "Черемшанский муниципальный район" и муниципальных образований в его составе».

## Население
| 2010 | 2011 | 2012 | 2013 | 2014 | 2015 | 2016 |
| ---- | ---- | ---- | ---- | ---- | ---- | ---- |
| 488  | ↘487 | ↘479 | ↘470 | ↘461 | ↗470 | ↘465 |
| 2017 | 2018 |      |      |      |      |      |
| ↗466 | ↘455 |      |      |      |      |      |

## Состав сельского поселения
| № | Населённый пункт    | Тип населённого пункта       | Население |
| - | ------------------- | ---------------------------- | --------- |
| 1 | Андреевка           | деревня                      |           |
| 2 | Нагай               | посёлок                      |           |
| 3 | Павловка            | деревня                      |           |
| 4 | Шешминская Крепость | село, административный центр |           |